# Kanoman (Semaka)
Kanoman is een bestuurslaag in het regentschap Tanggamus van de provincie Lampung, Indonesië. Kanoman telt 1730 inwoners (volkstelling 2010).